# Centaurea mariana
Centaurea mariana es una especie de planta perenne perteneciente a la familia  de las asteráceas. 

## Descripción
Es una planta perenne de cepa leñosa. Tiene tallos con un tamaño de hasta 6 cm de longitud. Hojas de (20)30-70(90) mm de longitud, en roseta basal, pinnatífidas, a veces enteras, ceniciento-lanosas, segmento terminal hasta 40 x 20 mm. Inflorescencia en capítulo de 1-5, 10-20 mm de longitud, ovoides. Brácteas externas 8-12 x 3,5-4,5 mm, ovales, acabadas en una espina de hasta 3 mm, con 1-5 pares de espinas menores. Brácteas internas de hasta 14 x 3 mm, lineares, terminadas en un apéndice fimbriado, márgenes escariosos. Flósculos de 30 mm de longitud, amarillo-anaranjados. Fruto en forma de aquenio de hasta 5 mm de longitud, vilano menor.

## Ecología
Vive en fisuras y extraplomos de roquedos, arenas dolomíticas y litosuelos, sobre substratos calizo-dolomíticos, dentro del piso meso-supramediterráneo con ombrótipo seco-subhúmedo. Son especies acompañantes Crepis albida, Hormathophylla cadevalliana, Lavandula lanata, Linaria cavanillesii, Rhamnus pumilus, Teucrium thymifolium, etc.

## Distribución y hábitat
Es un endemismo bético, circunscrito al complejo de las sierras de Maimón, Sierra de María y la Muela (Almería) y Sierra del Gigante (Murcia), donde se presenta aproximadamente a partir de 1000 m de altitud.

## Taxonomía
Centaurea mariana fue descrita por Carl Fredrik Nyman y publicado en Sylloge Florae Europaeae 6. 1865.
Citología
Número de cromosomas de Centaurea mariana (Fam. Compositae) y táxones infraespecíficos: 
2n=20
Etimología
Centaurea: nombre genérico que procede del griego kentauros, hombres-caballos que conocían las propiedades de las plantas medicinales.
mariana: epíteto que se refiere a la historia de las marcas blancas en las hojas del resultado de gotas de leche derramada, mientras que María amamantaba al niño Jesús.
Sinonimia
- Centaurea boetica (Willk.) Pau
- Centaurea funkii Boiss. & Reut.
- Colymbada mariana (Nyman) Fern.Casas & Susanna	[6]